# Dasymaschalon sootepense
Dasymaschalon sootepense là loài thực vật có hoa thuộc họ Na. Loài này được William Grant Craib mô tả khoa học đầu tiên năm 1912.

## Phân bố
Loài này có ở Vân Nam và miền bắc Thái Lan (các tỉnh Chiang Mai, Uttaradit), trong rừng lá rộng thường xanh trên bồi tích đá/cát; ở cao độ 600-1.300 m.. Nó cũng có thể có ở Lào và Việt Nam.

## Mô tả
Cây gỗ cao tới 10 m. Các cành nhỏ có lông mịn, nhẵn hoặc nhẵn nhụi khi già. Cuống lá 5–9 mm, có lông thưa; phiến lá hình elip, 10-18 × 3 – 7 cm, giống giấy, phía xa trục có phấn màu lục xám hoặc có lông rất thưa thớt, phía gần trục nhẵn hoặc có lông rất thưa thớt, gân giữa phía xa trục có lông thưa và phía gần trục có phấn lục xám, gân phụ 9-12(-18) trên mỗi mặt của gân giữa và phẳng hay chìm, đáy thuôn tròn đến hơi mảnh bớt, đỉnh nhọn hoắt. Hoa trên các cành non. Cuống hoa 1–3 cm, có lông thưa, có lá bắc con ở gốc. Lá đài hình trứng rộng, 1-2,5 (-3) × 2,2-2,6 (-3) mm. Cánh hoa màu vàng, hình trứng, 2,5-4,5 × 1,1-1,3 (-2) mm, giống giấy, không vặn xoắn, mé ngoài có lông thưa; khoang hoa đến 3,7 mm, khoảng 90% chiều dài cánh hoa. Nhị khoảng 140; mô liên kết cắt đỉnh; phấn hoa có gai. Lá noãn khoảng 20, thuôn dài, khoảng 3 mm; noãn 2-7 mỗi lá noãn; đầu nhụy nhẵn hoặc lông thưa thớt. Cuống quả 1,5–3 cm, nhẵn hoặc có lông thưa; cuống đơn quả 6–12 mm; đơn quả màu đỏ, hình elipxoit khi 1 hạt hoặc hình chuỗi khi có hơn 1 hạt, 3-6 × 0,4-0,7 cm, đỉnh nhỏ 1,5-2,5 mm; chỗ thắt rộng 2-2,5 mm. Hạt 1-4 mỗi đơn quả, hình elipxoit, 17-24 × 4–5 mm. Ra hoa tháng 4-7, tạo quả tháng 6-9.

## Tên gọi
Tên gọi trong tiếng Thái là bu-rong Suthep, còn trong tiếng Trung là 黄花皂帽花 (hoàng hoa tạo mạo hoa).